# Йохан Август фон Алвенслебен
Йохан Август фон Алвенслебен (на немски: Johann August von Alvensleben; * 21 септември 1680 в Еркслебен; † 8 април 1732 в Еркслебен) е благородник от род Алвенслебен, господар в дворец Еркслебен II и в дворец Урслебен (в Еркслебен) в Саксония-Анхалт.
Той е по-малкият син на Гебхард Йохан II фон Алвенслебен (1642 – 1700) и съпругата му Кристина фон Алвенслебен (1651 – 1691), дъщеря на Гебхард XXV фон Алвенслебен (1618 – 1681) и Агнес фон Раутенберг (1616 – 1685/1686). Баща му Гебхард Йохан II фон Алвенслебен се жени втори път 1630 г. за Урсула Катарина фон Манделслох и трети път за Катарина София фон Бартенслебен († 23 април 1725).
По-големият му брат Гебхард XXVII фон Алвенслебен (1676 – 1709) се жени на 7 август 1701 г. за Хелена фон дер Шуленбург (1676 – 1747), дъщеря на фрайхер Александер III фон дер Шуленбург (1616 – 1683) и втората му съпруга Анна София фон Бисмарк (1645 – 1709).
Йохан Август фон Алвенслебен умира на 51 години на 8 април 1732 г. в Еркслебен. Внук му Йохан Август Ернст фон Алвенслебен (1758 – 1827) става граф на Алвенслебен.

## Фамилия
Йохан Август фон Алвенслебен се жени на 4 юни 1706 г. за Хелена Доротея фон Алвенслебен (* 21 януари 1689, Цихтау; † 23 януари 1711, Еркслебен), дъщеря на Йохан Фридрих III фон Алвенслебен (1647 – 1703) и Елизабет София фон Бюлов (1652 – 1698). Те имат три дъщери:
- Августа София фон Алвенслебен (* 1707; † 11 февруари 1711 на 4 години)
- Йохана Фридерика фон Алвенслебен (* 9 август 1709; † 4 май 1727), омъжена за Гебхард Йохан фон Алвенслебен, син на Гебхард фон Алвенслебен († 1704) и Хелена фон дер Шуленбург
- Хелена Доротея фон Алвенслебен

Йохан Август фон Алвенслебен се жени втори път на 3 октомври 1713 г. в Хундисбург за Агнес София фон Алвенслебен (* 13 юли 1695, Хундисбург; † 29 юли 1749, Еркслебен), сестра на хановерския министър Рудолф Антон фон Алвенслебен (1688 – 1737), дъщеря на Йохан Фридрих II фон Алвенслебен (1657 – 1728), Хановерски министър, пруски дипломат, и Аделхайд Агнес фон дер Шуленбург (1664 – 1726), дъщеря на Александер III фон дер Шуленбург (1616 – 1683) и първата му съпруга Аделхайд Агнес фон Алвенслебен (1636 – 1668), дъщеря на Гебхард XXIV фон Алвенслебен (1591 – 1667) и Берта София фон Залдерн († 1670). Те имат 13 деца:
- Фридрих Вилхелм фон Алвенслебен
- София Доротея фон Алвенслебен (* 5 октомври 1715, Еркслебен; † 1 февруари 1788, Магдебург), омъжена на 31 март 1739 г. за Фридрих Август фон Алвенслебен (* 6 септември 1703, Еркслебен; † 13 септември 1783, Изеншнибе), господар в Изеншнибе и Еркслебен, княжески вюртембергски главен дворцов маршал, син на Гебхард Йохан III фон Алвенслебен-Изеншнибе-Еркслебен (1667 – 1738) и Августа Еренгард фон Алвенслебен (1677 – 1721)
- Августа Аделхайд фон Алвенслебен, омъжена за Йохан Ернст Гебхард фон Омптеда
- Гебхард Йохан фон Алвенслебен
- Йохан Фридрих фон Алвенслебен
- Йоахим IV фон Алвенслебен (* 9 април 1720, Еркслебен; † 30 април 1782, Еркслебен), Курхановерски полковник-лейтенант и наследствен господар на Еркслебен II (1720 – 1782), женен на 28 април 1752 г. в Магдебург за София Ернестина Луиза фон Платен (* 11 септември 1733, Магдебург; † 18 август 1799, Магдебург). Те имат един син:
  - Йохан Август Ернст фон Алвенслебен (* 6 август 1758, Еркслебен; † 27 септември 1827, Еркслебен), граф на Алвенслебен (1758 – 1827)
- Шарлота фон Алвенслебен
- Амелия Рената фон Алвенслебен
- Гебхард Август фон Алвенслебен, женен за София Елизабет фон Велтхайм
- Агнес Кристина фон Алвенслебен (1726 – 1800), омъжена на 28 декември 1751 г. в Еркслебен за Йохан Фридрих фон Гущедт, господар в Деерсхайм (1714 – 1770)
- Йохана Фридерика фон Алвенслебен, омъжена за Фридрих Адриан фон Велтхайм
- Бусо Лудолф фон Алвенслебен
- Йохан Август фон Алвенслебен